# FCS-2

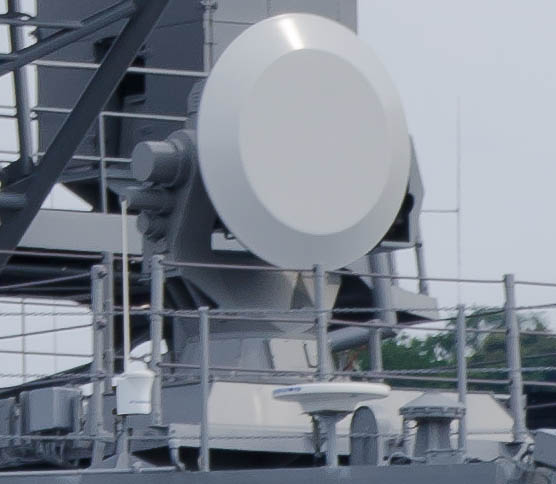
DD-109 무라사메급에 탑재된 FCS-2의 모습이다.

FCS-2는 PESA 레이더로, 1981년에 나온 탐지장비중 하나다.

## 개요
1950년대 말부터 소련군 은 K-10S (AS-2 "훈제") 공대함 미사일 이나 P-15 (SS-N-2 '스틱스') 함대함 미사일 등 대함 미사일 배포에 착수했다. 1967년 의 에일랏 사건 을 받아 서방 국가에서도 이러한 위협이 부각되고, 대함 미사일 방어 (ASMD)이 급선무가되었다. 해상 자위대는 당시 진행했던 제 3 차 방위력 정비 계획 에서는 이러한 조치가 늦었 던 것으로부터, 제 4 차 방위력 정비 계획 의 도입을 목표로하고 있었다. 이에 따라 ASMD에 대응 한 신형 GFCS로 개발 된이 기기이다. 개발은 1970년 수준보다 "소형 사격 지휘 장치"로 시작되었다. 개발 계획은 포 제어부 미사일 제어부로 구분되며, 포 제어부는 아래와 같은 개발 선 표가 계획되어 있었다. 또한 미사일 제어부 내용은 1975년 수준에서 위탁 연구가 계획되어 있었다.
- 1970년 도 - 위탁 연구
- 1971 ~ 47년 정도 - 시작
- 1973년 도 - 육상 기술 시험
- 1974 ~ 50년 정도 - 해상 기술 · 실용 시험

기술 시험까지는 순조롭게 진행했지만, 시제품의 무게가 과다했기 때문에, 추적 레이다 의 정밀도를 좌우하는 자동 제어 장치 의 추종 · 반응에 불안이 남는 등의 문제가 지적되었다. 또한 예산 확보에도 문제가 생겼을에서 개발 선 표 1년 연장이 결정되어 1974년도에 이어 육상 기술 시험을 실시한 후, 1975년부터 호위함 「叢雲 "제 2 방향 반을 프로토 타입에 환장하고 해상 기술 · 실용 시험이 시작되었다. 그러나 시험에서 레이다 송신기의 부진 (국산 전자관의 절연 저하 수입 증폭 관의 동작 불량) 문제가 발생하고 그 해결에 반년이 걸렸다 때문에 해상 기술 · 실용 시험도 1976년까지 연장 된 . 그러면 시험 완료 견적이 1978년 마다 늦어졌다 때문에 당초 계획되어 있던 시라 네급 (50DDH) 에서의 채용은 포기되고 네덜란드 의 시구나루 (현재 탈레스 · 저지대 국가 )로부터 WM- 25를 수입 해 장착 한다.
해상 기술 · 실용 시험에서는 특히 겨울철시 클러 터 (해면 반사)를 위해 표적 추적이 안정되지 않는 문제가 발생하고 도플러 처리를 이용한 MTT (Moving Target Tracker), MTI ( Moving target indication )가 새로운 개발 된 통합되었다. 기타, 무게 감소 및 전자 보호 기능 향상 방안 등도되어있어 1978년 순위보다 시험이 재개되었다. 그러나 이러한 문제가 해결 된 후에도 사격 지휘 장치로서 가장 중요한 기능인 사격 정밀도와 탄착 관측 정밀도가 목표치에 도달한다는 심각한 문제가 남았다. 이 때문에 1978년 2월 실용 실험대 (현재의 함정 개발 부대 ) 사령관 아래에 관동 지방의 기술 연구 본부 · 해상 막료 간부 및 실시 부대 간부들을 규합하여 지원 그룹이 편성되어 또한 업체 인 미쓰비시 하지만 가마쿠라 제작소의 전문가를 결집 한 그룹이 설치되어 관민의 힘을 결집 한 프로젝트가 발족했다. 두 그룹의 정력적인 활동에 의해 문제가 해결되어 동년 8 월의 대공 사격을 거쳐 해상 기술 · 실용 시험은 10 월에 성공적으로 종료, 1979년 3월에 81 식 사격 지휘 장치 로서 제식 화 된다.

## 설계
본 제품을 개발할 때의 목표는 다음 항목였다.
- 다 목표 동시 사격 능력
- 소형 고속 목표의 탐지 · 포착 · 추적
- 유인 공격기 가 기준이되어 당시에 있어서는, P-15 도 소형 · 고속 간주했다. 또한 FCS-1 개발시 요구 된 목표 속도는 900 노트 (1,700 km / h)까지였다
- 여러 화기 · SAM 지휘 통제 능력
- 기존의 함포 이외에 신형 35mm 기관총 과 40mm 기관포 등 많은 무기 탑재가 검토되고 있었기 때문에 이들을 하나의 GFCS에서 관제하는 것이 요구되었다.

### 시함제작 버젼
위의 경위에 따라 시험 제작기는 포 제어부를 본뜬 것으로되었다. 방위 반에는 추적 레이다와 함께 경보 레이다가 장착되어 아래쪽에 경보 레이다의 슬롯 배열 안테나 상단에 추적 레이다의 카세그레인 안테나를 쌓은 구조로되어 있었다. 방위 반 전체가 아우터 역할 속옷 피치 형 이중 揺篭 형 안정기에 의해 안정화되어 있으며 풍압이나 염해의 영향을 줄이기 위해 방위 반 전체가 하얀 레이돔 에 덮여 있었다. 경보 레이다는 가로 직사각형 의 안테나를 갖추고 있으며, 60 rpm 의 속도로 수평을 검사하고 수색 및 목표 추적 (복수)를 동시에 실시하는 수색 중 추적 (TWS) 방식이 채용되어 경보 레이다가 파악한 목표 중 높은 위협도 물건을 추적 레이다에移換하고 공격을 실시하는 구성으로 한다.
이 레이다는 공통의 송신기를 사용하고 있지만,이 레이다 송신기로 주파수 가변 용량 ( F / A )를 실현하기 위해 진행파 관 ( TWT )와 함께 교차 전력 증폭 관 ( CFA )가 채용된다. 또한 위의 경위에 따라 전자 방호 능력 향상을 위한 펄스 압축 이 또한 클러 터 억압 능력 향상을 위해 MTT 회로와 MTI 장치가 부가 된 레이다 추적 능력의 향상을 도모 할 수 있다.
수색 단계에서 송신기의 전체 출력이 경보 레이다에 분배된다. 목표를 탐지하면 경보 레이다에 40 %, 추적 레이다에 60 %의 비율로 출력이 분배된다. 추적에서는 FCS-1과 마찬가지로 2 대 4 개의 호른에 의한 진폭 모노 펄스 방식으로 각도 오차를 감지하여 자동 추적한다.
또한 시인에 의해 발견된 긴급 목표를 포착, 조준하기 위해 레이돔 외부에 광학 조준기 가 독립적으로 설치되어있다. 이것은 조준 망원경과 TV 카메라 (CCTV) 일관성 망원경 등으로 구성되어있다.
또한 전자 계산기로는 워드 길이 16 비트의 국산 디지털 계산기가 이용되었다. 정보를 시분할 처리함으로써 하나의 FCS에서 미사일 사격과 포 사격 2 개의 계산을 동시에 할 수 있게되었다

#### 탑재함정
- 호위함 "叢雲" (42DD) - 후 FCS - 2-21E에 환장

### FCS-2-12
미사일 사격 지휘 장치 2 형 -12 은 프로토 타입의 설계를 기본으로 미사일 제어부를 추가했다. 미사일 유도 용 송신기는 NATO 형의 연속파 (CW) 전송기이다 Mk.73를 장비 포 및 함대공 미사일 ( 시스 빠 )의 관제를 가능하게하고 있으며, 「High 타입」이라고 불리는 방위 반은 DIR-2-12 광학 조준기는 OPT-2-12로 불린다. 광학 조준기는 레이저 거리계 가 추가되었고, 아래의 FCS-2-21과 마찬가지로, TV 이미지의 자동 추적 기능도 부여되었다. 또한 전자 계산기에 대한 새로운 표준이 있었다 AN / UYK-20 전자 계산기에 변경된다. 디지털 연접 된도 고려되고 있으며, 함의 전술 정보 처리 장치 또는併載되는 FCS-2-21에서도 목표 탐지 정보를 얻을 수있게되어있다.

#### 탑재함정
- 하쓰유키 호위함 (52DD - 57DD) - FCS-2-12 - 12A
- 아 사기리 급 호위함 (58DD - 61DD) - FCS-2-12E - 12G
- 타 카츠키 호위함 (1,2 번함 만 FRAM 후 장착) - FCS-2-12B, 12D
- 하루나 구축함 (FRAM 후 장착) - FCS-2-12F
- 시라 네급 구축함 ( 「다카 쓰키」 , 「菊月" 이 폐함 후 이동 적재)

### FCS-2-2x
사격 지휘 장치 2 형 -21 은 포의 관제에 특화된 타입이며, "Low 타입」이라고 불린다. 기본적으로는 프로토 타입을 바탕으로 레이돔을 폐하고 추적 레이다 부만을 독립시킨 구성이지만, 가장 큰 변화로 안정화 방식의 개정이다. 기존의 국산 FCS는 68 식, 72 식 , FCS-2 시험 제작기로 모두 다리에서 기계적으로 수평면을 만드는 방식 이었지만 본 기기는 조준선 (LOS)를 전자적으로 안정화하는 방식으로 변경되었다. 이것은 미국 제의 Mk.56 포병 사격 지휘 장치에서 사용되고 있으며, 국산 기계에서 경험과 실적이 없었지만 시작을 거치지 않고 실현의 목표가 붙는다. 레이돔이 노후 된 것도 있고, 광학 조준기는 다른 몸이 아니라 방위 판의 우측면에 장착하는 형태로되었다. 또한 새로운 시도로, TV 이미지에 의한 목표 자동 추적 방식 (TV 추적)이 채택되었다. 추적 레이다의 안테나로는 52DD의 FCS-2-21A는 프로토 타입과 같은 카세그레인 식을 답습했지만, 52DE 용으로 개발 된 FCS-2-21B에서는 함이 대공 수색 레이다를 갖지 없는 것도 있고 수색 기능의 부여가 요구 한 것으로부터, 수동 위상 어레이 (PESA) 방식으로 변경되었다. 수평 주사는 방위 판의 회전에 의해 실시하는 한편, 부앙 방향의 주사는 전자적으로 레이다 빔을 지향한다는 1 차원 위상 어레이 방식됐다. 또한 FCS-2-21에서는 레이다 전송 관은 마그네트론으로 한다. FCS 2 형 -22은 -21 개량형으로 추적 가능한 부각이 -21 82도에서 100도까지 확장되어 천정까지 추적이 가능하게 되었다. 또한 FCS-2-22A는 안테나 부는 -21B와 마찬가지로 PESA로되어있다. FCS 2 형 -23는 씨 스패로우 미사일의 관제 기능이 추가 된다.

#### 탑재함정
- 호위함 「이시카 리」 (52DE) - FCS-2-21B
- 하쓰유키 호위함 (52DD - 57DD) - FCS-2-21A
- 유바리 호위함 (54DE) - FCS-2-21B
- 호위함 "叢雲" (42DD) - FCS-2-21E (시험 제작기에서 환장)
- 호위함 「아 마츠카 " (35DDG) - FCS-2-21D (후일 포함)
- 호위함 "さわかぜ" (53DDG) - FCS-2-21C
- はたかぜ 호위함
- 56DDG - FCS-2-21C
- 58DDG - FCS-2-22B
- 아기리급 호위함
- 58DDG - FCS-2-22B
- 60,61DD - FCS-2-23
- 아부 쿠마 호위함 (61DE - 01DE) - FCS-2-22C - 22E
- 훈련 지원함 「쿠 로베」 (61ATS) - FCS-2-22D
- 호위함 (63DDG - 05DDG) - FCS-2-21G - 21H
- 연습선 "가시" (04TV) - FCS-2-21F
- 소해 모함 "분고" (07MST) - FCS-2-22F
- 훈련 지원함 '천룡' (09ATS) - FCS-2-22G

### FCS-2-31
FCS 2 형 -31은 FCS-2 시리즈의 최신형으로 포 · 대공 미사일의 발사 · 발사 관제를 실시한다. 추적 레이다의 안테나가 노출 된 외관상으로는 FCS-2-2x에 유사하다. 또한 오른쪽에는 복합 센서 (TV 카메라, IR 카메라 , 레이저 거리계)이 병설되어있다. 레이다 방위 판의 형식은 DIR 2-31 으로되어있다.

#### 대공미사일 관제 능력
방위성 기술연구본부가 공개한 통합방공시뮬레이터 결과에 의하면 무라사메급과 다카나미급 호위함은 세 방향에서 동시에 돌입하는 일반 순항미사일 2기와 초음속 순항미사일 1기를 요격하는데 총 5발의 스패로우 미사일을 발사했다. 시뮬레이터의 스펙이 공개한 대로면, FCS-2-31 사격통제장치는 미사일 목표물 1개에 최대 3발의 함대공 미사일을 유도할 수 있고, 무라사메/다카나미급 호위함은 10개 이상의 동시교전능력을 갖고 있고, 일반 순항미사일은 최소 4기 이상, 초음속 순항미사일은 최소 2기 이상에 동시 대응할 수 있는 처리 속도를 갖고 있다고 볼 수 있다.

#### 탑재함정
- 무라사메 급 호위함 (03DD - 09DD) - FCS-2-31 - 31A
- 다카 나미 급 호위함 (10DD - 13DD) - FCS-2-31B - 31F
- 하야부사 고속정 (11PG - 13PG) - FCS-2-31C

## 제원
- 이름: FCS-2
- 종류: 사격통제 레이다
- 배치연도: 1979년
- 형식: 2-12 : 진행파 관 ( TWT ) + 교차 전력 증폭 관 ( CFA )  2-2x : 마그네트론
- 주파수: X 밴드
- (형식)경계 레이다: 슬롯 어레이  추적 레이다 : 카세그레인
- (회전 속도)경계 레이다: 60 rpm
- 탐지거리: 30km(1 sqm 기준)
- 고도: 15km(1 sqm 기준)
- 탑재함정: 하쓰유키급, 유바리급
- (방위각)경계 레이다: -1~ + 30 °   추적 레이다 : -1~ + 85 °
- FCS-2 방위각: 사방 선 무제한
- FCS-2-31 레이다의 대공미사일 관제시 동시교전능력: 10개~12개 이상

## 같이 보기
- OPS-24
- AN/SPY-1
- SMART-L
- SAMPSON